# Ярим-Лим II
Ярим-Лим II — царь Ямхада, правил приблизительно в 1720—1700 годах до н. э. Сын Абба-Эля I.
О Ярим-Лиме II известно мало, его существование подтверждается надписью, обнаруженной в Алалахе, где он называет себя сыном Абба-Эля I и «любимым богом Хададом». Известно также имя сановника Ярим-Лима II — Ини-Кубабы — из надписи на его печати, найденной в Алалахе.
Личность этого царя является предметом спора. Известно, что Абба-Эль I, сын Хаммурапи I, отдал своему брату Ярим-Лиму во владение царство Алалах. На надписи из Алалаха упоминается, что Ярим-Лим II является сыном Абба-Эля I. Предполагается, что Ярим-Лим II из Ямхада является тем же лицом, что и Ярим-Лим из Алалаха. На Древнем Востоке вассальные цари часто называли своих сюзеренов «отцами», выражая этим не родственные связи, а верноподданнические чувства (равноправные цари называли друг друга «братьями»).